# تونی دوگان
تونی دوگان (انگلیسی: Toni Duggan؛ زادهٔ ۲۵ ژوئیهٔ ۱۹۹۱) یک بازیکن فوتبال اهل بریتانیا است.
وی سابقه عضویت در تیم ملی فوتبال زنان انگلستان را داراست.